# Dole, Jura
Dole este un oraș în Franța, sub-prefectură a departamentului Jura, în regiunea Franche-Comté. 

## Personalități născute aici
- Beatrice de Burgundia (c. 1144 - 1184), contesă de Burgundia;
- Suzanne Douvillier (1778 - 1826), balerină;
- Simon Bernard (1779 - 1839), general, adjunct al lui Napoleon;
- Louis Pasteur (1822 - 1895), om de știință, pionier în domeniul microbiologiei;
- Marie Émile Antoine Béthouart (1889 - 1982), general din timpul celor două războaie mondiale;
- Michel Léon Chapuis (1930 - 2017), organist;
- Hubert-Félix Thiéfaine (n. 1948), cântăreț.

1. ↑  répertoire géographique des communes, accesat în 26 octombrie 2015
2. ↑  dataset of postal codes in France, 1 octombrie 2018